# 八橋

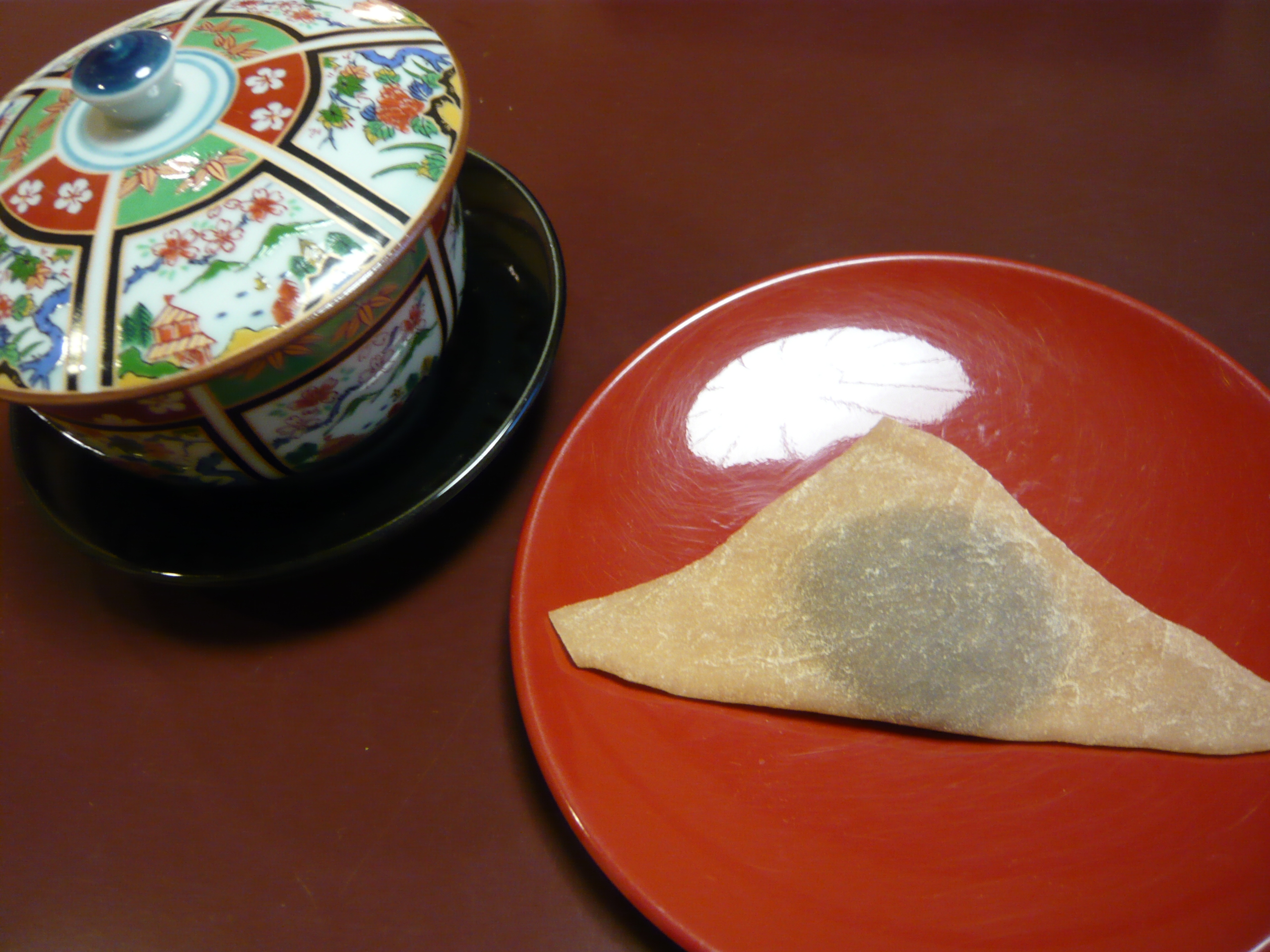
帶餡的生八橋和茶

八橋（日语：／ Yatsuhashi）是日本京都具代表性的和菓子之一。主要原料是米粉和砂糖。按照製作方法，八橋又可以分為未經烘烤的生八橋、經過烘烤的八橋和帶餡的帶餡八橋。根據統計，來京都觀光的遊客中有96%的人都會購買甜點作為禮品，甜點的銷售總額中八橋佔去其中的45.6%（生八橋24.5%、八橋21.1%），可以說是京都具代表性的禮品。
此外，在京都亦有「京都八ツ橋商工業組合」這樣的組織存在。

## 起源‧由來
八橋最早是在江戶時代中期的1689年，聖護院的黒谷（今金戒光明寺）參道上某間茶店開始供應。而「八橋」這名稱的由來，據說是仿自紀念日本箏曲之祖──八橋検校的日本箏形狀，也有一說是來自《伊勢物語》第九段「かきつばた」的舞台「三河國八橋」。
一般認知上，八橋是在明治時代於京都車站販賣才開始廣為人知。第二次世界大戰後「生八橋」才被開發出來，在現代是人氣商品之一。

## 特徵
做為煎餅的一種，主要作法是將米粉、砂糖、錫蘭肉桂混和蒸煮，接著將做薄、長方形的麵糊煎烤。形狀像日本古箏，長軸中心部位向上凸起彎曲。
至於「生八橋」是食材在蒸煮過後直接以一定尺寸分切，於1960年代開始販賣的新產品，也有切成正方形、對角線折起將餡料包入的生八橋，特別是後者的類型有相當多變化。麵皮裡除了會混入肉桂、還有抹茶或芝麻等，而餡料通常會是豆沙、巧克力等。
在以前生八橋是用竹皮包裝，但現在為了延長食用期限，幾乎是使用真空包裝。因此在打開真空包裝的生八橋的食用期限通常是9至11天。不過一些為了保持品質、遵從古早做法的商品，不添加化學成分、也不使用真空包裝，食用期限最多2到4天，和其他商品相比是極端地短。
直至今日，八橋已有抹茶、草莓、巧克力等多樣口味和種類被開發出來。

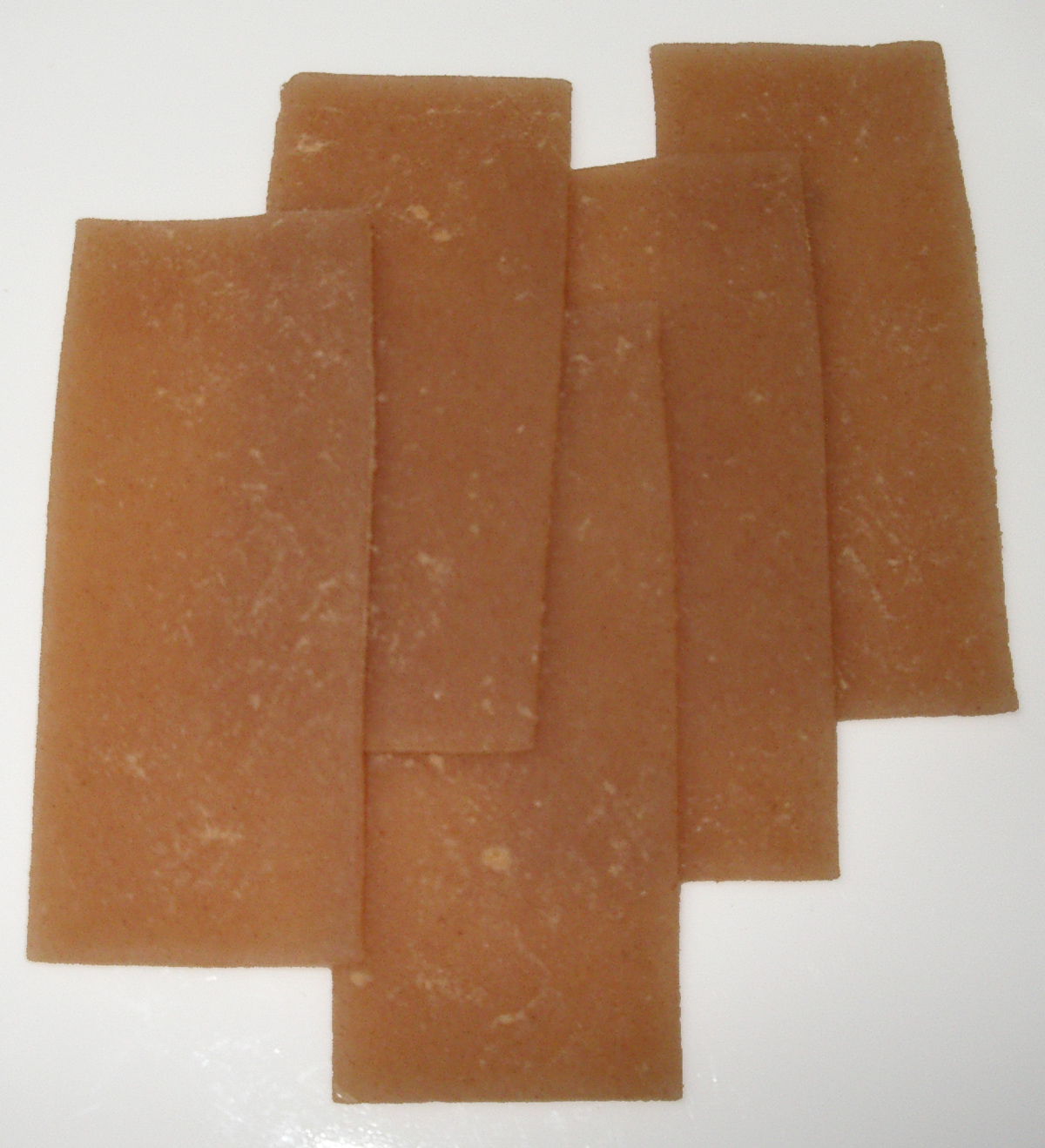
生八橋 （肉桂口味）
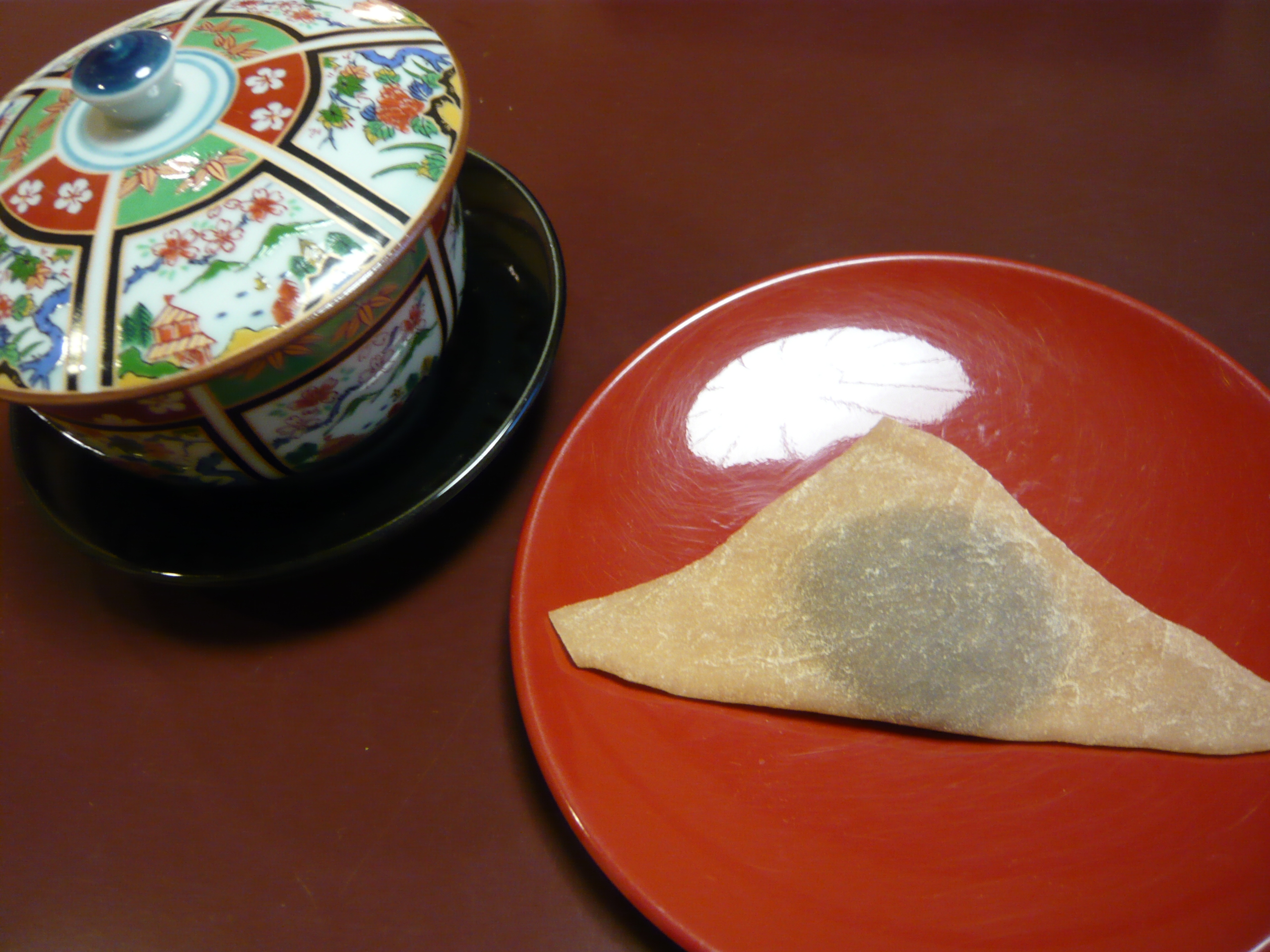
包入餡的生八橋
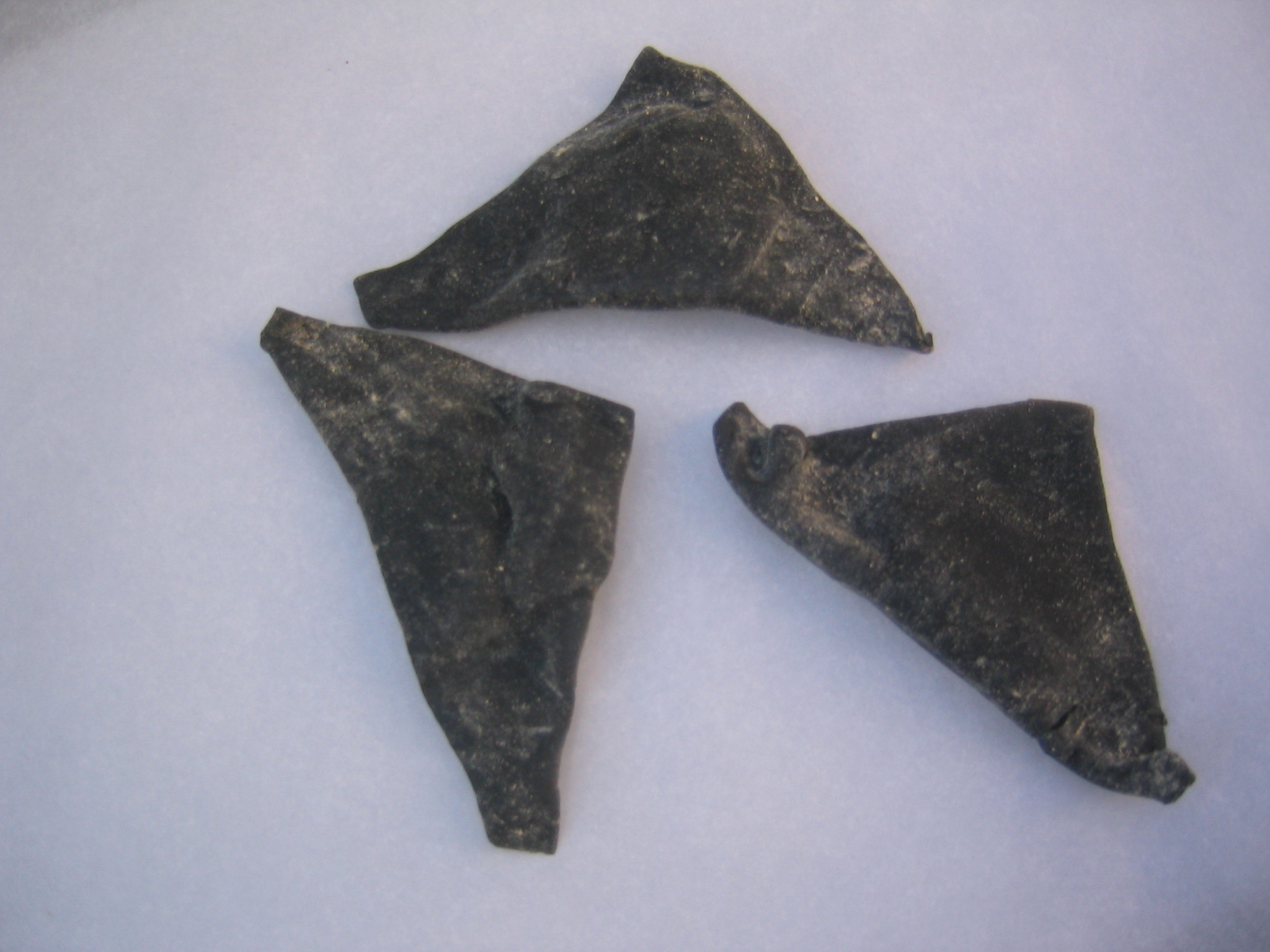
黑芝麻麵皮的入餡生八橋
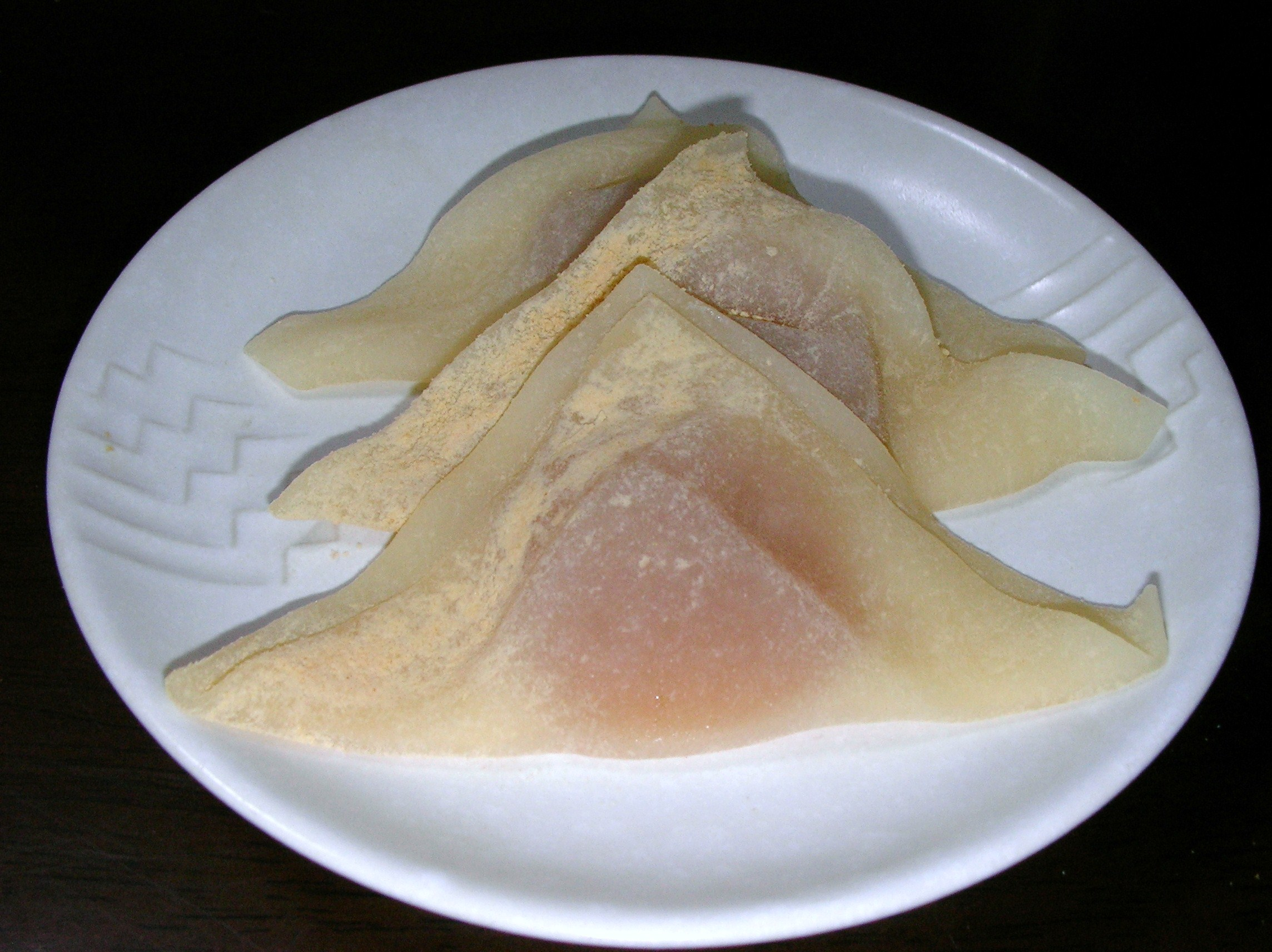
包入白桃餡的生八橋 聖護院八橋總本店（京都市）的產品

## 外部連結
- 京都市観光ガイド『八橋』（页面存档备份，存于）